# Euplassa duquei
Euplassa duquei är en tvåhjärtbladig växtart som beskrevs av Killip & Cuatrec.. Euplassa duquei ingår i släktet Euplassa och familjen Proteaceae. Inga underarter finns listade i Catalogue of Life.